# Імені Кожушка О.М.
Станція імені Кожушка О. М. (до 2012 року — Машчормет) — пасажирська залізнична станція Лиманської дирекції Донецької залізниці. Розташована у центрі Слов'янська, поблизу мікрорайону Будмаш, Краматорського району, Донецької області на перетині ліній Лиман — Слов'янськ та Імені Кожушка О.М. — Електрична, між станціями Слов'янський Курорт (6 км) та Слов'янськ (3 км).
На станції зупиняються лише приміські електропоїзди. 